# Marcelo Corrales
Marcelo Corrales (Santiago, 20 de fevereiro de 1971) é um ex-futebolista chileno que atuava como atacante.

## Carreira
Marcelo Corrales integrou a Seleção Chilena de Futebol na Copa América de 2001.